# Miccolamia castaneoverrucosa
Miccolamia castaneoverrucosa là một loài bọ cánh cứng trong họ Cerambycidae.